# Vito Fornari
Vito Fornari (Molfetta, 10 marzo 1821 – Napoli, 6 marzo 1900) è stato un presbitero, scrittore, teologo e filosofo italiano.
Nato a Molfetta nel 1821, fu ordinato sacerdote nel 1843. Collaborò con il grammatico e lessicografo napoletano Basilio Puoti e dal 1860 diresse la Biblioteca Nazionale di Napoli.
Nella sua vita si dedicò alla stesura di opere filosofiche e teologiche: si ricordano L'armonia universale (1850); i quattro volumi de L'arte del dire (1857-1862), dove si occupò di estetica; e la Vita di Gesù Cristo, la sua opera più conosciuta, pubblicata in tre volumi tra il 1869 e il 1893, dove utilizzava la vicenda di Gesù come allegoria per reinterpretare la storia dell'umanità. Nel 1839 ha anche tradotto dal latino l'opera agiografica di Giuseppe Maria Giovene Vita Beati Conradi Bavari (1836).